# Condado de Urgel
El origen del condado de Urgel (en catalán: Comtat d'Urgell) se sitúa en un pagus de la corona franca en el siglo VIII. Es uno de los condados medievales históricos independientes, situados en el territorio de la actual Cataluña (España), y fronterizo con los de Pallars y Cerdaña. Mantuvo una dinastía propia desde comienzos del 815 hasta 1413, si bien desde comienzos del siglo XIV estuvo integrado políticamente en el dominio de la Corona de Aragón. Su máxima extensión abarcó los Pirineos y, posteriormente, el reino taifa de Lérida, esto es, las comarcas del Alto Urgel, la Noguera, el Solsonés, la Plana de Urgel, el Urgel, el norte de la Segarra y Andorra, esta última independiente en la actualidad.
La capital histórica fue primero Seo de Urgel (La Seu d'Urgell) y más tarde Balaguer. Aunque la capital política, como sede de sus condes, fue Agramunt, donde se acuñó la moneda propia, la denominada «agramuntesa». En un panteón condal del Monasterio de Bellpuig de las Avellanas se enterraron algunos de sus antiguos condes. Andorra fue cedida al obispo de La Seo de Urgel por el conde Armengol IV de Urgel en el siglo XI. Después de muchas vicisitudes y tres dinastías sucesivas, el condado se extinguió y pasó a la Corona de Aragón tras la frustrada revuelta del conde Jaime II de Urgel contra el rey Fernando I de Aragón (Fernando de Antequera, el primer rey de la dinastía Trastámara) en 1413.

## Historia

### Orígenes
Los orígenes del condado de Urgel se encuentran en la conquista, por parte de los francos, del territorio que corresponde, aproximadamente, al actual Alto Urgel. Su conquista se produjo entre los años 785 y 790. El condado de Urgel se consideró incluido dentro de la Marca de Tolosa.

### El dominio franco
Los francos nombraron conde de Urgel a Borrell de Osona (798) que era, asimismo, conde de la Cerdaña. Tras la muerte de Borrell, el condado de Urgel pasó en el año 820 a Aznar I Galíndez, quien había sido conde de Aragón. Al morir este (832) el condado lo heredó su hijo Galindo I Aznárez, que conservó su dominio hasta que fue expulsado del mismo en el año 838.
El condado de Urgel pasó entonces a ser gobernado por Sunifredo de Urgel, que ya había sido nombrado conde en el 834 por Luis el Piadoso a petición del conde Berenguer de Tolosa. A Sunifredo se le atribuye ser hijo de Borrell de Osona. Tras la muerte de Sunifredo I (848), probablemente causada por Guillermo, hijo de Bernardo de Septimania, el condado de Urgel fue gobernado por el conde Salomón (848-870), un personaje desconocido ya que no existe documentación alguna que aporte datos sobre su procedencia.
En el año 870, Carlos el Calvo concedió el condado de Urgel, junto con el condado de Cerdaña, a Wifredo I (llamado el Velloso), hijo de Sunifredo.

El condado de Urgel (en marrón oscuro) en el contexto de la Corona de Aragón. Actualmente, se ubica mayoritariamente en la provincia de Lérida.

### La independencia
A partir de la muerte del rey Luis el Tartamudo (879), el poder de los reyes francos se fue debilitando hasta que llegó a desaparecer. Por lo tanto, y durante el último cuarto del siglo IX, en todo el Imperio carolingio los condes dejaron de ser unos funcionarios nombrados por el rey, y consiguieron convertir sus cargos en hereditarios. En esta situación de descomposición del poder real, a la muerte de Wifredo el Velloso (897), sus hijos se repartieron toda la herencia y pasaron a gobernar sus condados: Barcelona, Gerona, Osona, Besalú, Conflent, Urgel y Cerdaña. En este reparto, el condado de Urgel le correspondió a Sunifredo II de Urgel (897-948).
Según el historiador Antonio Ubieto Arteta, la lista de condes de Urgel que gobernaron de modo independiente en el condado (del mismo modo que lo hicieron los condes de Barcelona) es la siguiente:
- Fredol (c. 815)
- Aznar I Galíndez (c. 820-832), conde de Aragón y de Cerdaña
- Galindo I Aznárez (832-838), conde de Aragón y de Cerdaña
- Sunifredo I (c. 839-848), conde de Barcelona, Osona, Gerona, Cerdaña, Besalú y Conflent
- Salomón (848-868), conde de Cerdaña y de Conflent
- Wifredo el Velloso (868-897), conde de Barcelona, Osona, Gerona, Besalú y Conflent
- Sunifredo II (897-940)
- Borrell II (940-992), conde de Barcelona y Osona, Gerona

### La primera dinastía de Urgel
Los condes de la primera dinastía independiente de Urgel fueron:
- Armengol I de Córdoba (992-1010)
- Armengol II el Peregrino (1010-1038)
- Armengol III de Barbastro (1038-1065)
- Armengol IV de Gerp (1065-1092)
- Armengol V de Mollerusa (1092-1102)
- Armengol VI de Castilla (1102-1154)
- Armengol VII de Valencia (1154-1184)
- Armengol VIII (1184-1209)
- Aurembiaix (1209-1231)

Sunifredo II de Urgel murió en 948 sin descendencia. El condado lo heredó su sobrino Borrell II, que luego sería conde de Barcelona, y además lo fue de Gerona y Osona. Borrell II murió en 992. En su testamento repartía la herencia entre sus dos hijos: Barcelona, Gerona y Osona para Ramón Borrell (992-1017), y el condado de Urgel para Armengol I (992-1010). El conde Armengol I es el primero de una dinastía que gobernó el condado desde finales del siglo X a principios del siglo XIII.
Originalmente el condado de Urgel correspondía, aproximadamente, a la actual comarca del Alto Urgel. En el siglo XI, aprovechando la disgregación del califato de Córdoba que se divide en varios reinos de taifas, el condado de Urgel se va extendiendo por las tierras anteriormente ocupadas por los musulmanes: en el año 1000 se conquistó la región de Ponts; durante los años 1024-1026 se ocupa todo el valle de Artesa de Segre; en  1018-1020, se conquista el valle de Meiá; entre 1034 y 1048, con la  ayuda de Arnal Mir de Tost, a quien fue vendida Artesa de Segre en 1038, Armengol II expandió el dominio de Urgel sobre Áger, que con el tiempo se convertiría en la capital del Vizcondado de Ager. Para frenar el empuje de Ramón Berenguer de Barcelona, Ramiro I de Aragón selló una alianza con Armengol II acordando el doble matrimonio de su hija Sancha con Armengol III de Urgel, y de Isabel, hija del conde urgelino, con su propio hijo primogénito Sancho Ramírez, heredero del trono de Aragón. De este modo el Condado de Urgel y el Reino de Aragón establecen una sólida alianza, y la unión de sus fuerzas permiten a Ramiro I conquistar los castillos de Laguarres, Lascuarre, Capella, Caserras, Falces, Luzás, Viacamp y Benabarre. Así impedían a Ramón Berenguer I el acceso al Cinca. Ramón Berenguer había comprado castillos en la zona, en tierras que los condes catalanes reconocieron pertenecer al condado de Ribagorza, parte del reino de Aragón.
Cuando muere Ramiro I, el sucesor Sancho Ramírez mantiene su alianza con Armengol III de Urgel apoyada por el papa, para emprender la cruzada de Barbastro con la ayuda de cruzados venidos de Francia, que terminó con la conquista de Barbastro en 1064. La importante ciudad musulmana pasó a formar parte del Reino de Aragón y su gobierno fue confiado como tenencia a Armengol III de Urgel, por cuya razón es conocido como «el de Barbastro». En 1065 el conde de Urgel murió en tierras de al-Ándalus, probablemente en Monzón y se perdió Barbastro reconquistada por los musulmanes de la taifa de Zaragoza, que no sería recuperada por los cristianos hasta la conquista de Pedro I de Aragón, el año 1101. Armengol III también se alió con el conde de Barcelona Ramón Berenguer I contra los musulmanes y contra el condado de Cerdaña, acordando que Urgel recibiría la tercera parte de todas las conquistas a cambio del compromiso de que el conde de Urgel participaría en todas las expediciones de Ramón Berenguer. Otros enclaves conquistados por Urgel en este período son Guisona (1020-1024), Santa Liña (1036), Cubells y Camarasa (1050), y Agramunt (1070).
La conquista de la sierra de Almenara (1078) permitió incorporar al condado los actuales Urgel Mediano y Bajo Urgel, hasta Barbens y Liñola. Además, en el año 1096 Guillermo, hijo de Armengol IV, heredó, por parte de su madre Adelaida, el condado de Forcalquier. En 1105 el conde leonés Pedro Ansurez, regente en nombre de su nieto Armengol VI, conquistó Balaguer, que acabaría convirtiéndose en la capital del condado.
El conde Armengol VI, llamado «de Castilla» por haberse criado en Valladolid, destacó por su participación en diversas campañas contra los musulmanes. Fue uno de los participantes en la expedición encabezada por Ramón Berenguer III contra Mallorca en 1114, y al servicio del rey Alfonso I de Aragón tomó parte en la conquista de Zaragoza. Los castillos de Castellón de Farfaña y de Algerri se conquistaron en 1130. En 1149 Armengol VI y Ramón Berenguer IV conquistaron Lérida. El conde Armengol recibió una tercera parte del territorio leridano en señorío y sus súbditos constituyeron la masa principal de repobladores.
La decadencia de la casa de Urgel se empieza a manifestar con Armengol VII, conde que prefiere pasar la mayor parte de su tiempo en el reino de León, y deja el condado en manos de la ambiciosa familia Cabrera, vizcondes de Áger. Al punto que Armengol VIII, hijo del anterior, tuvo que luchar contra su vasallo y cuñado el vizconde Ponce III de Cabrera, al que venció finalmente en 1191 gracias al apoyo del rey Alfonso II de Aragón.
En 1208 Armengol VIII testó en favor de su hija Aurembiaix y del posible primogénito varón, y en su defecto, de sus hermanas Marquesa (casada con Ponce III de Cabrera, vizconde de Cabrera y Áger) y Miracle (casada con Gómez González de Traba, conde y señor de Trastámara). Si todas ellas muriesen, el condado pasaría a un pariente, Guillermo de Cardona (hijo de Ramón Folch III de Cardona, vizconde de Cardona, y de Isabel Sibila de Urgel, a su vez hija de Armengol VI). Pero cuando en 1209 muere  Armengol VIII, y de acuerdo con las costumbres catalanas —que, contrariamente al derecho aragonés, no permitía que heredara una mujer— Giraldo IV de Cabrera (hijo de Ponce III y de Marquesa de Urgel) mostró su pretensión a la dignidad condal. Ante esta situación, la esposa de Armengol VIII, Elvira de Subirats, recurrió a la protección del rey Pedro II de Aragón, a cambio de la cesión de sus pertenencias y de los derechos al condado, lo que se hizo efectivo en un pacto acordado en Lérida el 31 de octubre de 1209, por el que Elvira de Subirats recibió del rey de Aragón cinco mil morabetinos como compensación a su renuncia al derecho sobre Urgel. En el documento conservado (ACA, Pergaminos de Pedro II, n.º 344) Pedro II especifica que la cesión de la condesa viuda Elvira de Subirats no se hacía en perjuicio de su hija, Aurembiaix. En 1210, el rey Pedro II y la condesa Elvira acuerdan esponsales de futuro del entonces niño de dos años Jaime I de Aragón con Aurembiaix, donde ella aportaba como dote precisamente el condado de Urgel, y el primogénito del rey de Aragón, el condado de Pallars, con otras villas. Pero todos los planes se truncaron cuando Geraldo de Cabrera se apropió del condado, lo que provocó el ataque inmediato de Pedro II de Aragón, que lo sitió en Balaguer y lo hizo prisionero. De este modo el rey de Aragón sometió a su dominio el condado de Urgel. A la muerte en la batalla de Muret del rey aragonés en 1213 la nobleza obtuvo la libertad de Geraldo de Cabrera, que nuevamente accedió al gobierno de Urgel. Aurembiaix, que estaba prometida a Jaime I, no llegó a consumar esta boda, ya que fue prometida y casada con el noble castellano Álvaro Pérez.
En las Cortes de Monzón de 1217, Jaime I de Aragón y Geraldo de Cabrera se reunieron para  acabar sus litigios acerca del dominio sobre el condado de Urgel. Geraldo, vizconde de Cabrera, se comprometía con Jaime I el Conquistador a devolverle Agramunt, Balaguer y otras villas de Urgel a cambio de una importante cantidad de dinero, en concepto de prenda. En caso de que Aurembiaix devolviese al rey dicha cantidad, se le entregaría el condado y en caso contrario, el vizconde Geraldo devolvería el dinero obtenido a cambio de Urgel. En 1218, en virtud de este acuerdo, Geraldo de Cabrera aún no usaba el título de conde de Urgel. Desde entonces hasta 1222 el condado termina finalmente en manos de Geraldo, quizá a raíz de la muerte de la condesa Elvira de Subirats, quien en su testamento legaba el condado a su hija Aurembiaix. A fines de 1222, en Terrer (Zaragoza) el ya conde de Urgel y Jaime I de Aragón firman paces, reconociendo el rey de Aragón a Geraldo como Conde de Urgel. En 1227 aparece ya un nuevo conde de Urgel, Ponce de Cabrera, hijo de Geraldo.
Finalmente, Aurembiaix, ya adulta, buscó el apoyo de Jaime I para reclamar los derechos del condado de Urgel, ahora en manos del descendiente de Geraldo. El rey de Aragón, Jaime I, se decidió a recurrir a las armas para invadir Urgel. Ocupó Tamarite, Albesa, Agramunt y Pons, y puso sitio a Balaguer. Tras varias vicisitudes, en 1231 Jaime I consigue situar al condado de Urgel definitivamente en la órbita de la Corona de Aragón, si bien mantuvo Urgel hasta comienzos del siglo XIV su independencia nominal y una dinastía propia.

### La segunda dinastía de Urgel

Armas de Urgel (ajedrezado de oro y sable), usadas por los condes desde la segunda dinastía a principios del.

Los condes de la segunda dinastía de Urgel fueron:
- Ponce I de Urgel (1236-1243)
- Armengol IX de Urgel (1243)
- Álvaro I de Urgel (1243-1267)
- Armengol X de Urgel (1267-1314)

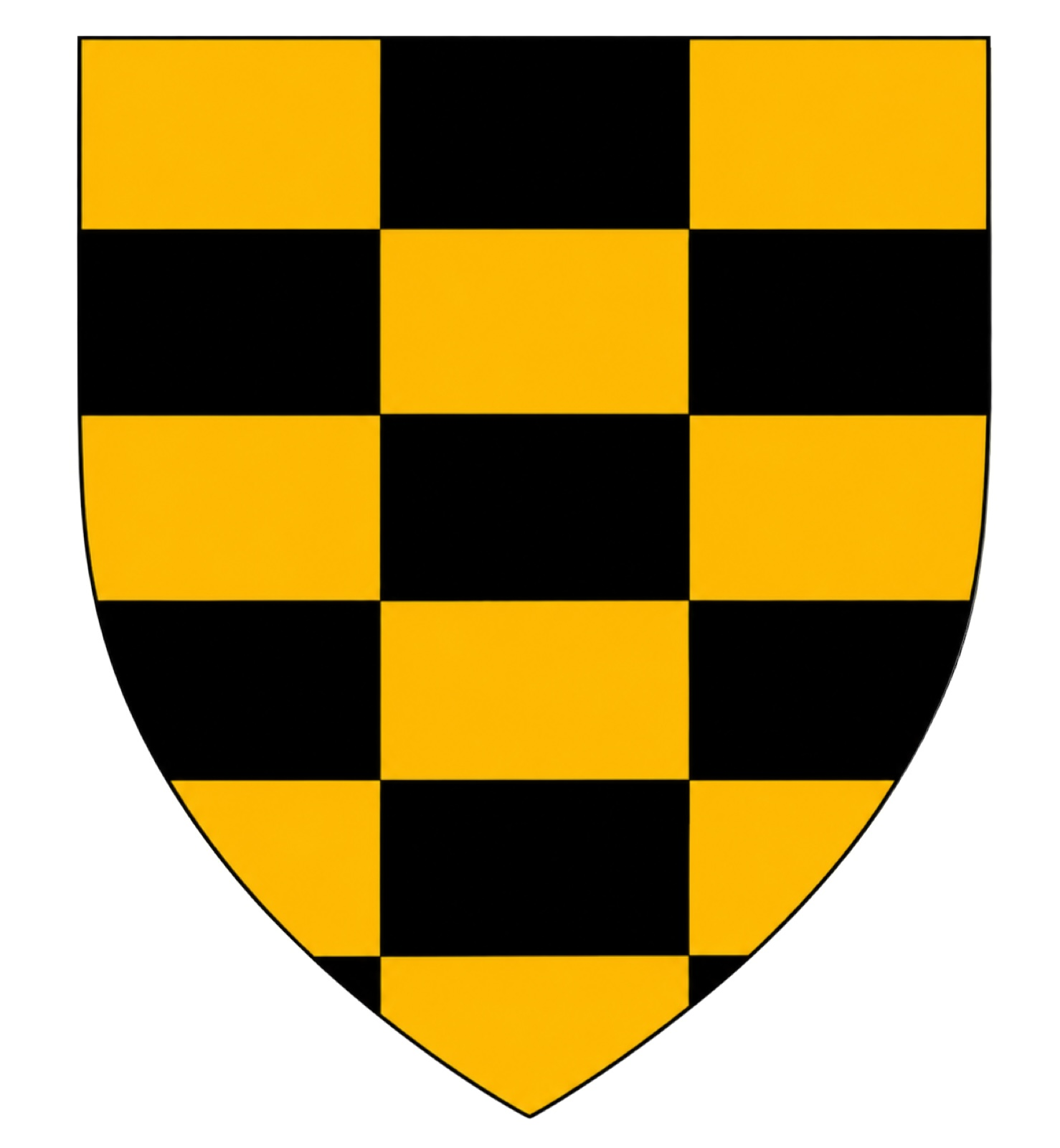
Reconstrucción histórico-artística del escudo de armas de los condes de Urgel (a partir del sepulcro de Àlvar I y Cecilia de Foix) del artista heráldico Dario Scaricamazza.

La muerte, sin descendencia, de la condesa Aurembiaix (1231), significó la  extinción de la primera dinastía de Urgel. Empezó entonces, un período de disputas y guerras entre los distintos reyes que querían incorporar el condado a su corona, así como la casa de Cabrera, heredera del condado por su parentesco con la primera dinastía de Urgel. Jaime I, en 1236, y por medio del convenio de Tárrega, concedió la posesión del condado de Urgel a Ponce de Urgel de Cabrera; posteriormente, la cuestión del dominio de Urgel provocó dos revueltas nobiliarias durante el reinado de Pedro el Grande (1285-1291), revueltas que el rey consiguió dominar.
Ponce I consiguió en 1242 que Jaime I le devolviese la ciudad de Balaguer, que recuperó su rango de capital del condado. Tras la muerte casi simultánea de Ponce y de su heredero Armengol IX, el condado pasó al segundo hijo de Ponce, Rodrigo, que mudó su nombre para ser conocido como Álvaro I de Urgel, que llegó a Urgel procedente de Castilla con apenas catorce años. Mientras tanto, los nobles del condado ya habían acordado la boda del joven conde con Constanza de Moncada, sobrina del rey Jaime I. Sin embargo, Álvaro repudia a su esposa para casarse con Cecilia de Foix, lo que desencadenó un período de guerra civil. Tras la invasión del condado por tropas de las familias Moncada y Cardona, entre otras, y la entrada de Jaime I en los castillos de Agramunt, Oliana y Liñola, una gran coalición de nobles decidió dar su apoyo a los condes Álvaro y Cecilia. En 1260 se llegó a una tregua, pero las vacilaciones del conde hicieron que las negociaciones entre ambos bandos fracasaran y Álvaro tuvo que refugiarse finalmente en Foix, donde murió al poco tiempo, en 1267. Tras la llegada al poder del joven Armengol X, hijo de Álvaro y Cecilia, se reanudó la guerra civil. Con la ayuda de los condes de Foix y del Pallars, Armengol X y su hermano Álvaro, vizconde de Áger, se enfrentaron al rey Pedro III de Aragón, quien conquistó Balaguer y los hizo prisioneros. Conducidos a Lérida, permanecieron en cautiverio durante al menos un año hasta conseguir el perdón real. A partir de entonces, Armengol X fue leal a los reyes de Aragón hasta su muerte en 1314. En su testamento dejó el condado en manos del rey de Aragón a cambio de 100 000 sueldos jaqueses y la entrega de 15 000 sueldos barceloneses a su viuda, y con la condición de que el infante de Aragón Alfonso contrajese matrimonio con su sobrina-bisnieta Teresa de Entenza; dicho enlace se celebró en Lérida en noviembre de 1314.

### La tercera dinastía de Urgel

Escudo dimidiado de los palos de Aragón y el ajedrezado de Urgel, armas de los condes de la tercera dinastía, tras la asunción del condado por Teresa de Entenza y Alfonso IV de Aragón, y su hijo Jaime I de Urgel.

Los condes de la tercera dinastía de Urgel fueron:
- Teresa de Entenza (1314-1327) junto a su esposo Alfonso IV de Aragón (1314-1336), que le sobrevivió.
- Jaime I de Urgel (1336-1347)
- Pedro II de Urgel (1347-1408)
- Jaime II el Desafortunado (1408-1413)

Armengol X de Urgel nombró heredera universal a su sobrina-bisnieta Teresa de Entenza, casada con el infante Alfonso el Benigno, hijo de Jaime II el Justo. Posteriormente, el primogénito de Jaime II renunció a la corona y los derechos de la misma pasaron a su hermano Alfonso el Benigno, que heredó la corona a la muerte de su padre Jaime II en 1327. El rey Alfonso el Benigno (1327-1336), separó el condado de Urgel de la herencia de su primogénito, el infante Pedro el Ceremonioso, concediéndoselo a su segundo hijo, Jaime I de Urgel, quien sólo tenía ocho años, por lo que el rey siguió gobernando el condado hasta su mayoría de edad.
Jaime I de Urgel mantuvo una relación compleja con su hermano, el rey Pedro IV, con períodos de acercamiento alternados con otros de enfrentamiento. Jaime estuvo presente a menudo en el consejo real, e incluso ejerciendo de procurador de los reinos, aunque luego rompió sus relaciones con el rey cuando este proclamó heredera a su hija Constanza, marchando a Zaragoza para ponerse al frente de la Unión aragonesa, por lo que en 1347 el rey llegó a acusarlo de traidor y a desafiarlo a combate singular. No obstante, asistió a los segundos esponsales del rey en Barcelona ese mismo año y ambos hermanos fueron vistos cabalgando juntos por las calles de la ciudad. Jaime I murió pocos días después a causa de unas fiebres, cuando tenía apenas 27 años, por lo que corrió la voz de que su propio hermano lo había envenenado.
Su hijo, Pedro II, también era un infante al suceder a su padre, por lo que ejerció la regencia condal su madre, Cecilia de Cominges. Tras alcanzar la mayoría de edad, Pedro I contó con la confianza de su tío el rey, quien en 1363 le otorgó el mando de las fuerzas que defendían Teruel, Monreal y Daroca y, posteriormente, la baronía de Fraga. Llevó a cabo importantes construcciones en su condado, como el castillo de Agramunt, la iglesia de Castellón de Farfaña y los claustros de Áger. Se casó en dos ocasiones, y de su segundo matrimonio nació quien sería su sucesor y último conde de Urgel, Jaime II, llamado el Desafortunado.
Al morir sin descendencia el rey Martín el Humano (1410), el conde Jaime de Urgel, bisnieto de Alfonso el Benigno, era uno de los aspirantes a la corona. Sin embargo, en 1412, y en el Compromiso de Caspe, se proclama rey de la Corona de Aragón al príncipe castellano Fernando de Antequera, quien, por línea materna, era nieto de Pedro el Ceremonioso y sobrino de Martín el Humano. En 1413, Jaime de Urgel se rebela contra Fernando de Antequera (Fernando I, 1412-1416); dominada la revuelta, el rey desposeyó de todos sus dominios a Jaime, condenándole a prisión perpetua en el castillo de Xàtiva. Fue entonces cuando el condado de Urgel se incorporó a los dominios de la Corona de Aragón.